# Buddleja pulchella
Buddleja pulchella är en flenörtsväxtart som beskrevs av Nicholas Edward Brown. Buddleja pulchella ingår i släktet buddlejor, och familjen flenörtsväxter. Inga underarter finns listade i Catalogue of Life.